# Schlabberkappes
Schlabberkappes (etwa „Schmatzkohl“) ist ein traditioneller, deftiger Eintopf aus dem Ruhrgebiet mit Weißkohl und Fleisch. 
Der Hauptbestandteil dieses vor allem im Herbst zur Kohlernte zubereiteten Gerichts ist Weißkohl („Kappes“). Daneben enthält es in der Regel Bauchfleisch (oder Hackfleisch), Kartoffeln und Zwiebeln und wird mit Butterschmalz zubereitet. Dabei wird in einem sehr großen Topf zunächst das Fleisch angebraten, sodann die Zwiebeln und Kartoffelscheiben hinzugegeben und so viel in Streifen geschnittener Weißkohl, wie hineinpasst. Alles wird geschmort, bis der Kohl zusammengefallen und Platz im Topf entstanden ist. Dann wird kräftig umgerührt und weiterer Kohl hinzugegeben. Das wird fortgesetzt, bis der gesamte Kohl im Topf ist. Zwischendurch wird mit Fleisch- oder Gemüsebrühe aufgegossen und mit Salz, Pfeffer und eventuell Kümmel gewürzt. Je nach Fleisch benötigt das Gericht 30 bis 60 Minuten Schmorzeit. Es ist fertig, wenn der Weißkohl ganz weich ist und alle Bestandteile gut vermischt sind.
Da es sich um ein traditionelles Gericht handelt, hat fast jede Familie ihr eigenes Rezept, das von dieser klassischen Variante teilweise beträchtlich abweichen kann.